# Graspop Metal Meeting
Graspop Metal Meeting é um festival belga de heavy metal realizado em Dessel todos os anos desde 1996, excluindo 2020 e 2021 devido a restrições da COVID-19. Apesar do pequeno tamanho do recinto do festival (suportando um perímetro de apenas ~4km) o festival atrai um grande número de espectadores de toda a Europa, com um total de 220.000 visitantes em 2022, contra 200.000 visitantes ao longo da edição de 2019, e 152.000 em 2015.

## Localização
O festival está localizado em Kastelsedijk, em Dessel e está situado a cerca de 60km de Antuérpia, 99km de Bruxelas e 35km de Eindhoven na Holanda.
Dessel é um município com 9103 habitantes na província de Antuérpia na Bélgica. A comunidade de 27.03km² encontra-se na região flamenga, também conhecida como Flandres, esta é a parte oficialmente de língua holandesa da Bélgica. A distância até o país vizinho, a Holanda, é de menos de 10km. A maior parte da economia de Dessel é determinada por diferentes regiões da indústria de energia nuclear. Dessel é a cidade gêmea de Hesse-Lichtenau.

## Ingressos
Os ingressos combinados para o Graspop Metal Meeting incluem camping de quinta a segunda, estacionamento para veículo (até 2022) e entrada no local do festival. Os ingressos diários estão disponíveis e, antes de 2013, não incluíam acampamento; os ingressos de acampamento podem ser adquiridos separadamente. Os ingressos de acampamento permitiam que os titulares de ingressos diários passassem a noite no parque de campismo. Um ingresso de acampamento era válido no mesmo dia que o ingresso do festival. A partir de 2013, o ingresso diário incluía a entrada no parque de campismo.
Em 2009, o Graspop Metal Meeting introduziu um ingresso VIP. O pacote VIP é composto por: lugar de estacionamento no parque de estacionamento VIP; que fica mais perto do recinto do festival, acesso à sala VIP e entradas separadas para o parque de campismo e para a arena do festival.

## Alojamento
A maioria das pessoas que ficam no Graspop Metal Meeting acampam em uma barraca. O alojamento no parque de campismo é fornecido ao custo de um bilhete combinado, mas os festivaleiros devem trazer as suas próprias tendas.
Caravanas e trailers não são permitidos no acampamento. No entanto, os participantes podem reservar um campo além do ingresso principal, que permite acesso ao Graspop Metal Town.

### Graspop Metal Town
Graspop Metal Town está localizado a apenas 1km do recinto do festival e é um hotel ao ar livre com as suas devidas instalações sanitárias, tenda de café da manhã, bar e balcão de recepção. Os participantes podem passar a noite em um Festihut ou reservar um espaço para seu motorhome, caravana ou barraca.

#### Festihuts
Introduzido em 2008, o Festihut é uma casa de madeira equipada com camas ou beliches e colchões.
Detalhes do Festihut:
- Quatro pessoas por Festihut, equipadas com camas (beliches) e colchões
- Dimensões: 3 m x 2,5 m (7,5 m²)
- Porta com fechadura e teto isolado
- Uma janela no mínimo
- Piso de madeira pelo menos 10cm acima do solo
- 1 lanterna recarregável por cabana (a carregar na recepção)
- Todas as cabanas têm eletricidade (máx. 300W)
- Os hóspedes devem trazer seus próprios lençóis
- É proibido fumar dentro do Festihut

#### Barracas
A Metal Town tem espaço para 250 barracas padrão e 50 barracas XL, para pessoas que desejam trazer uma caravana, casa móvel ou tenda.
Detalhes do campo:
- 1 campo = máx. 6 pessoas
- Campo padrão: 8m x 4m / Campo XL: 12m x 4m
- Cada campo tem eletricidade (max. 300W). A eletricidade estará disponível, mas os participantes ainda precisam trazer seus próprios cabos de extensão.
- Os proprietários de caravanas (dobráveis) devem devolver o seu carro ao parque de estacionamento depois de deixarem a sua caravana no campo.
- Cada campo é alugado por 4 noites.
- Os proprietários que deixarem o veículo para trás serão multados em € 500/veículo.
- Os carros não podem estacionar ao lado do Festihut ou campo. Os hóspedes devem devolver o carro ao estacionamento após deixarem seus pertences no Festihut ou no campo (exceto para trailers).

## Edições

### Graspop Metal Meeting 1996
| Domingo, 30 de junho                                                                           |                                                                     |
| Mainstage                                                                                      | Marquee                                                             |
| Iron Maiden Slayer Life of Agony Channel Zero Sick of It All Fear Factory Tiamat Skin Gorefest | Type O Negative Morbid Angel Downset. Shelter Drain Manhole Revoker |

- Helloween foi anunciado, mas teve que cancelar e foi substituído por Skin.

### Graspop Metal Meeting 1997
| Domingo, 29 de junho                                                             |                                                             |                                                       |
| Mainstage                                                                        | Marquee                                                     | Skate Stage                                           |
| Megadeth Alice Cooper Biohazard Saxon Obituary Grip Inc. Samael Entombed Pist.On | Tiamat Moonspell Cradle of Filth The Gathering Dimmu Borgir | Madball Lagwagon Ryker's Millencolin Deviate Handsome |

My Dying Bride foi anunciado como atração principal no Marquee, mas eles tiveram que cancelar por causa da doença de seu baterista.
Obituary foi substituído por Napalm Death .

### Graspop Metal Meeting 1998
| Domingo, 28 de junho                                                                            |                                                                  |                                              |
| Mainstage                                                                                       | Marquee I                                                        | Marquee II                                   |
| Black Sabbath Dream Theater Deftones Soulfly Iced Earth Coal Chamber Obituary Spiritual Beggars | Paradise Lost Moonspell Dimmu Borgir In Flames Within Temptation | Primus Madball Pro-Pain The Misfits Congress |

### Graspop Metal Meeting 1999
| Domingo, 27 de junho                                                                                       |                                                                             |                                                 |
| Main Stage                                                                                                 | Marquee I                                                                   | Marque II                                       |
| Manowar Sepultura Motörhead Stormtroopers of Death The Gathering Kreator Primal Fear Darkane Ancient Rites | Cradle of Filth Mercyful Fate Immortal Anathema Children of Bodom Hypocrisy | Danzig Slapshot Ryker's Pitchshifter Ignite Out |

### Graspop Metal Meeting 2000
| Sábado, 24 de junho                                                                  | | |
| Mainstage                                                                            | Marque I                                                                                              | Marque II                                                                                                 |
| Iron Maiden Machine Head Rollins Band Saxon Testament Gamma Ray Entombed Dirty Deeds | My Dying Bride Anathema Tristania Samael Apocalyptica Cannibal Corpse God Dethroned Oceans of Sadness | Cro-Mags Madball Skarhead No Fun at All 59 Times the Pain Liberator Bombshell Rocks Voice of a Generation |

### Graspop Metal Meeting 2001
| Sexta-feira, 22 de junho                                                             |
| Marquee 1/Campfest                                                                   |
| Action in DC Nevermore Rose Tattoo Destruction Devin Townsend Ancient Rites Metalium |

| Sábado, 23 de junho                                                                                   |                                                                                 |                                                                                      |
| Main Stage                                                                                            | Marquee I                                                                       | Marquee II                                                                           |
| Judas Priest Cradle of Filth Megadeth Motörhead Savatage Primal Fear Farmer Boys Kill II This Pist.On | Marduk Within Temptation Six Feet Under Macabre The Haunted Orphanage Unleashed | Suicidal Tendencies Dropkick Murphys Sick of It All Shelter Backfire Awkward Thought |

### Graspop Metal Meeting 2002
| Sexta-feira, 5 de julho                                   |                                                                             |
| Marquee I                                                 | Marquee II                                                                  |
| Saxon Anathema Kreator Moonspell Doro Rage Manic Movement | Agnostic Front After Forever Less Than Jake In Extremo Massif Skarhead Xeah |

| Sábado, 6 de julho                                                                         |                                                                        |                                                       |
| Main Stage                                                                                 | Marquee I                                                              | Marquee II                                            |
| Slayer Dream Theater Machine Head Bruce Dickinson Halford Tristania Edguy Calibre Evergrey | My Dying Bride Immortal Cannibal Corpse Hypocrisy Arch Enemy Dismember | Biohazard Slapshot The Vandals D.R.I. Deviate Subzero |

### Graspop Metal Meeting 2003
| Sexta-feira, 4 de julho                                           |                                                              |
| Marquee I                                                         | Marquee II                                                   |
| Type O Negative Sepultura Opeth Samael Mastodon Oceans of Sadness | Stratovarius Apocalyptica Overkill Masterplan Atreyu Aborted |

| Sábado, 5 de julho                                                                             |                                                                         |                                                                  |
| Main Stage                                                                                     | Marquee I                                                               | Marquee II                                                       |
| Iron Maiden Alice Cooper Within Temptation Anthrax Murderdolls Arch Enemy Doro Pro-Pain Killer | Ministry Lacuna Coil Six Feet Under Finntroll The Haunted Deströyer 666 | Stone Sour Sick of It All Hatebreed Prong Youth of Today Convict |

### Graspop Metal Meeting 2004
| Sexta-feira, 25 de junho                                                      |                                                                        |
| Main Stage                                                                    | Marquee I                                                              |
| Iced Earth Anathema In Extremo Circle II Circle Action in DC Cowboys & Aliens | Exodus Hypocrisy After Forever Suffocation Dillinger Escape Plan Epica |

| Sábado, 26 de junho                                                                       |                                                                   |                                                                     |
| Main Stage                                                                                | Marquee I                                                         | Marquee II                                                          |
| Alice Cooper Slipknot Motörhead Soulfly Queensrÿche Pleymo Brides of Destruction Evergrey | Cradle of Filth My Dying Bride Anthrax Morbid Angel Oomph! Scarve | Agnostic Front Terror Blood for Blood Discipline Backfire Do or Die |

| Domingo, 27 de junho                                                              |                                                                                    |                                                                   |
| Main Stage                                                                        | Marquee I                                                                          | Marquee II                                                        |
| Judas Priest Life of Agony Fear Factory Saxon Testament Destruction Seven Witches | Dimmu Borgir Children of Bodom Therion Death Angel Dying Fetus Malevolent Creation | Hatebreed Ill Niño Ignite Chimaira Killswitch Engage Shadows Fall |

### Graspop Metal Meeting 2005
| Sexta-feira, 24 de junho                                                      |                                                                  |                                                                                         |                                                                        |
| Main Stage                                                                    | Marquee I                                                        | Marquee II                                                                              | Metal Dome                                                             |
| System of a Down Within Temptation Papa Roach Helmet Alter Bridge The Ga*Ga*s | Nevermore Megadeth Metal Church Grave Digger Enslaved Immolation | Kreator Dillinger Escape Plan Madball H2O Caliban The Eighties Matchbox B-Line Disaster | In-Quest Autumn Axamenta Judasville Cowboys and Aliens Chimaira Sengir |

| Sábado, 25 de junho                                             |                                                        |                                                                          |
| Main Stage                                                      | Marquee I                                              | Marquee II                                                               |
| Slipknot Slayer Accept Hatebreed Kamelot Epica Soilwork Skitsoy | In Flames Sirenia Samael Amon Amarth Gorefest Behemoth | Anthrax Sick of It All Mastodon Rose Tattoo Pro-Pain Peter Pan Speedrock |

| Domingo, 26 de junho                                                                  |                                                                         |                                                      |
| Main Stage                                                                            | Marquee I                                                               | Marquee II                                           |
| Iron Maiden Dream Theater Dio Yngwie Malmsteen Primal Fear Axel Rudi Pell DragonForce | Lacuna Coil Dark Tranquillity Nuclear Assault Aborted Oceans of Sadness | Terror Amen Walls of Jericho Murphy's Law Hatesphere |

### Graspop Metal Meeting 2006
| Sexta-feira, 23 de junho                                              |                                                                         |                                                           |                                                                                     |
| Main Stage                                                            | Marquee I                                                               | Marquee II                                                | Metal Dome                                                                          |
| Whitesnake Lacuna Coil Michael Schenker Group Edguy Trivium Y&T Anvil | Satyricon Moonspell The Gathering Stream of Passion Leaves' Eyes Sengir | Die Krupps Evergrey Soilwork 36 Crazyfists Gojira Darkane | Axamenta Leng Tch'e Callenish Circle Panchrysia Iconoclasm Battalion The Maple Room |

| Sábado, 24 de junho                                                                                    |                                                            |                                                                                |                                                              |
| Main Stage                                                                                             | Marquee I                                                  | Marquee II                                                                     | Metal Dome                                                   |
| Guns N' Roses Soulfly Alice in Chains Stone Sour Avenged Sevenfold Bullet for My Valentine Bloodsimple | Opeth My Dying Bride Nile Obituary Ancient Rites Akercocke | Death Angel Ill Niño Jon Oliva's 'Pain' The New York Dolls The Datsuns Caliban | Action in Dc Up the Irons Ozzy Oz Purple Strangers Nutellica |

| Domingo, 25 de junho                                                      |                                                                   |                                                                         |
| Main Stage                                                                | Marquee I                                                         | Marquee II                                                              |
| Motörhead Saxon Helloween In Flames Armored Saint DragonForce Machine Men | Cradle of Filth After Forever Exodus Enthroned Ensiferum In-Quest | Arch Enemy Agnostic Front Ignite DevilDriver Beyond Fear As I Lay Dying |

### Graspop Metal Meeting 2007
| Sexta-feira, 22 de junho                                              |                                                                          |                                                          |                                              |
| Main Stage                                                            | Marquee I                                                                | Marquee II                                               | Metal Dome                                   |
| Aerosmith Chris Cornell Within Temptation Static-X Thin Lizzy Fastway | Blind Guardian Joe Satriani Pain of Salvation Grave Digger Epica Sabaton | Therion Type O Negative Celtic Frost Amorphis Vader 1349 | Volbeat Belphegor Textures Crimson Falls TAB |

| Sábado, 23 de junho                                                               |                                                                  | |                                                |
| Main Stage                                                                        | Marquee I                                                        | Marquee II                                                                                                 | Metal Dome                                     |
| Iron Maiden Korn Heaven & Hell Life of Agony Stone Sour Lamb of God Lauren Harris | Dimmu Borgir Tiamat Cannibal Corpse Atheist Sirenia Brutal Truth | Me First and the Gimme Gimmes Drowning Pool Less Than Jake Legion of the Damned Rose Hill Drive Spiralarms | Bloodsimple Scarve Thurisaz Suhrim Spoiler NYC |

| Domingo, 24 de junho                                                                                  |                                                                |                                                                |                                                                           |
| Main Stage                                                                                            | Marquee I                                                      | Marquee II                                                     | Metal Dome                                                                |
| Ozzy Osbourne Slayer Children of Bodom Papa Roach HammerFall Black Label Society Chimaira DevilDriver | Amon Amarth Finntroll Korpiklaani Moonsorrow Turisas Eluveitie | Mastodon As I Lay Dying Unearth Cynic Mercenary In This Moment | Stormrider Oceans of Sadness El Guapo Stuntteam Spoil Engine Asrai Welkin |

### Graspop Metal Meeting 2008

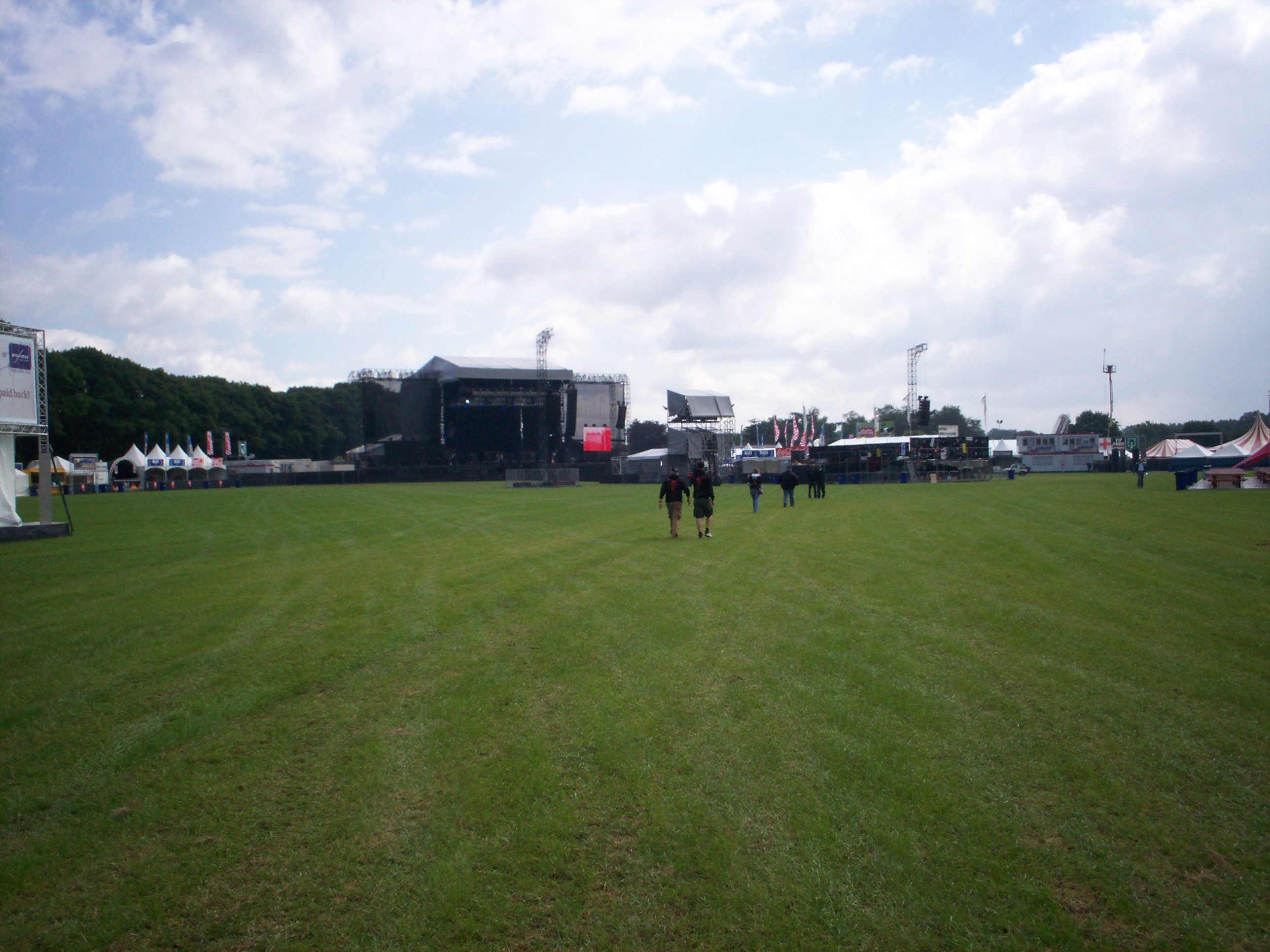
O campo do graspop logo antes do festival de 2008

| Sexta-feira, 27 de junho                                         |                                                            |                                                |                                                                            |
| Main Stage                                                       | Marquee I                                                  | Marquee II                                     | Metal Dome                                                                 |
| Judas Priest Whitesnake Def Leppard Saxon Yngwie Malmsteen Tesla | Ministry Testament Symphony X MoonSpell Black Stone Cherry | Morbid Angel Nile Obituary Deathstars Behemoth | Firewind Damn Your Idols The Lucifer Principle Steak Number Eight Dedicted |

| Sábado, 28 de junho                                                  |                                                                           |                                                                                  |                                                     |
| Main Stage                                                           | Marquee I                                                                 | Marquee II                                                                       | Metal Dome                                          |
| Kiss Cavalera Conspiracy Iced Earth Sonata Arctica Forbidden Sabaton | My Dying Bride Immortal Korpiklaani Dying Fetus Hollenthon Novembers Doom | Helmet Bring Me the Horizon 36 Crazyfists Agent Steel Bleeding Through Throwdown | Delain Valient Thorr Alestorm Die Mannequin Hacride |

| Domingo, 29 de junho                                                                                   |                                                           |                                                  |                                                                                  |
| Main Stage                                                                                             | Marquee I                                                 | Marquee II                                       | Metal Dome                                                                       |
| Iron Maiden In Flames Avenged Sevenfold Bullet for My Valentine Apocalyptica Rose Tattoo Lauren Harris | At the Gates Primordial Soilwork Alchemist Rotting Christ | Arch Enemy Madball Converge Comeback Kid Disfear | Action in DC Shai Hulud The Seventh Witchsmeller Pursuivant After All Black Tide |

### Graspop Metal Meeting 2009
| Sexta-feira, 26 de junho                                            |                                                                 |                                             |                                          |
| Main Stage                                                          | Marquee I                                                       | Marquee II                                  | Metal Dome                               |
| Mötley Crüe Heaven & Hell Soulfly Papa Roach DragonForce Buckcherry | Dream Theater Blind Guardian W.A.S.P. Jon Oliva's Pain Firewind | Down Static-X Exodus Pestilence Lȧȧz Rockit | The Gathering Samael Taake Lauren Harris |

| Sábado, 27 de junho                                                  |                                                                                |                                                                                               |                                                                      |
| Main Stage                                                           | Marquee I                                                                      | Marquee II                                                                                    | Metal Dome                                                           |
| Slipknot Korn Journey Hatebreed Mastodon Black Stone Cherry In-Quest | Lacuna Coil Death Angel Gojira Legion of the Damned Kataklysm Keep of Kalessin | Volbeat Monster Magnet Duff McKagan's Loaded Parkway Drive No Use for a Name All Shall Perish | Wolves in the Throne Room Dagoba Delain Negură Bunget Manic Movement |

| Domingo, 28 de junho                                                   |                                                                          |                                                                           |                                                                    |
| Main Stage                                                             | Marquee I                                                                | Marquee II                                                                | Metal Dome                                                         |
| Marilyn Manson Nightwish Disturbed Chickenfoot Trivium Lamb of God UFO | Children of Bodom Epica Sacred Reich Candlemass Scar Symmetry Warbringer | Sick of It All Anthrax DevilDriver Suicidal Tendencies God Forbid Flyleaf | Karma to Burn All That Remains Eths August Burns Red The Reckoning |

### Graspop Metal Meeting 2010
| Sexta-feira, 25 de junho                                           |                                                               |                                           |                                                                                            |
| Main Stage                                                         | Marquee I                                                     | Marquee II                                | Metal Dome                                                                                 |
| Aerosmith Motörhead Stone Temple Pilots Slayer Billy Talent ReVamp | My Dying Bride Tarja Therion Anathema Krypteria Ghost Brigade | Saxon Doro U.D.O. The Poodles Anvil Raven | Nile Sepultura Devin Townsend Project The Devil's Blood Bleeding Through Oceans of Sadness |

| Sábado, 26 de junho                                                                |                                                                              |                                                                                |                                                                           |
| Main Stage                                                                         | Marquee I                                                                    | Marquee II                                                                     | Metal Dome                                                                |
| Soulfly Channel Zero Slash Carcass Bullet For My Valentine Sabaton Killing Machine | Immortal Paradise Lost Obituary Cannibal Corpse Dark Funeral Hail of Bullets | Airbourne Sick of It All Fear Factory Walls of Jericho Death by Stereo Sylosis | Eluveitie Tankard 3 Inches of Blood Spoil Engine Dear Superstar Iron Mask |

| Domingo, 27 de junho                                                     |                                                               |                                                                                 |                                                                                     |
| Main Stage                                                               | Marquee I                                                     | Marquee II                                                                      | Metal Dome                                                                          |
| Kiss Hatebreed Killswitch Engage Jon Oliva's Pain Exodus Evergrey Atreyu | Amon Amarth Bloodbath Behemoth Alestorm Katatonia Necrophobic | DevilDriver Unearth A Day to Remember As I Lay Dying Mucky Pup Job for a Cowboy | Finntroll Korpiklaani 36 Crazyfists The Faceless Deadlock Between the Buried and Me |

### Graspop Metal Meeting 2011
| Friday June 24                                            |                                                                                |                                                                                          |                                                                              |
| Main Stage                                                | Marquee I                                                                      | Marquee II                                                                               | Metal Dome                                                                   |
| Scorpions Volbeat Korn Journey Foreigner Dio Disciples FM | Iced Earth Epica Watain Corrosion of Conformity The Black Dahlia Murder Arkona | Parkway Drive The Damned Things Heaven Shall Burn Sepultura The Dwarves Protest the Hero | Duff McKagan's Loaded Angel Witch The Rods Sweet Savage Endless Dark Revoker |

| Sábado, 25 de junho                                                                       |                                                                          |                                                                                      |                                                                             |
| Main Stage                                                                                | Marquee I                                                                | Marquee II                                                                           | Metal Dome                                                                  |
| Judas Priest Whitesnake Channel Zero Black Label Society Firewind Lacuna Coil Diablo Blvd | Cradle of Filth Arch Enemy Moonspell Triptykon Suicide Silence Kvelertak | Bullet for My Valentine Monster Magnet Times of Grace Bleed from Within Kylesa Adept | Pain Electric Wizard Spiritual Beggars Ghost Black Spiders After the Burial |

| Domingo, 26 de junho                                                      |                                                                                      |                                                                                |                                                                              |
| Main Stage                                                                | Marquee I                                                                            | Marquee II                                                                     | Metal Dome                                                                   |
| Slipknot Rob Zombie Avenged Sevenfold Mastodon Kreator Anvil Pagan's Mind | Cavalera Conspiracy Opeth Legion of the Damned Moonsorrow Amorphis Baptized in Blood | Bring Me the Horizon Dublin Death Patrol Terror Pro pain D.R.I. Rise to Remain | Soilwork Escape the Fate Architects Gwar While She Sleeps Steak Number Eight |

### Graspop Metal Meeting 2012
| Sexta-feira, 22 de junho                                                  |                                                                            |                                                                                          |                                                                 |
| Main Stage                                                                | Marquee I                                                                  | Marquee II                                                                               | Metal Dome                                                      |
| Ozzy and Friends Slayer Sabaton Slash Black Label Society Godsmack Tracer | Lamb of God Amon Amarth Paradise Lost Sacred Reich Ensiferum Skeletonwitch | Kyuss Lives! Sick of It All DevilDriver August Burns Red Unearth I Killed the Prom Queen | Cannibal Corpse Obituary Aborted Possessed Winterfylleth Saille |

| Sábado, 23 de junho                                                                         |                                                                   |                                                                                        |                                                                                                  |
| Main Stage                                                                                  | Marquee I                                                         | Marquee II                                                                             | Metal Dome                                                                                       |
| Limp Bizkit Twisted Sister Megadeth Trivium Thin Lizzy Primal Fear Adrenaline Mob Powerwolf | Dimmu Borgir My Dying Bride Exodus Eluveitie Death Angel Alestorm | Pennywise Fear Factory Comeback Kid All Shall Perish The Spudmonsters While She Sleeps | Ihsahn & Leprous Nasum Brutal Truth Suicidal Angels Dear Superstar Heidevolk Kobra and the Lotus |

| Domingo, 24 de junho                                                                          |                                                                         |                                                  |                                                                                         |
| Main Stage                                                                                    | Marquee I                                                               | Marquee II                                       | Metal Dome                                                                              |
| Guns N' Roses Motörhead Machine Head Killswitch Engage Europe Sebastian Bach Six Hour Sundown | Children of Bodom Behemoth Jon Oliva's Pain Gotthard Ugly Kid Joe MaYaN | Hatebreed Gojira AxeWound H2O Emmure Cancer Bats | Texas in July Betraying the Martyrs Rival Sons Spoil Engine Black Spiders The Treatment |

### Graspop Metal Meeting 2013
| Sexta-feira, 28 de junho                                                                     |                                                        |                                                                                 |                                                                                                 |
| Main Stage                                                                                   | Marquee I                                              | Marquee II                                                                      | Metal Dome                                                                                      |
| Twisted Sister Korn Coal Chamber Papa Roach Helloween Grave Digger Heathen Crucified Barbara | Kreator Mayhem Dark Funeral Korpiklaani Unleashed Varg | Soulfly Heaven Shall Burn Prong All That Remains Asking Alexandria Veil of Maya | Katatonia Rotting Christ Entombed Love and Death Bliksem The Monolith Deathcult Generation Kill |

| Sábado, 29 de junho                                                                                            |                                                                  |                                                                      |                                                                                 |
| Main Stage | Marquee I                                                        | Marquee II                                                           | Metal Dome                                                                      |
| Slipknot Saxon Within Temptation Bullet for My Valentine The Devil Wears Prada Rockstar Brainstorm Vanderbuyst | Iced Earth Hypocrisy U.D.O. Steak Number Eight Tankard Amaranthe | P.O.D Down Agnostic Front Caliban Thy Art Is Murder After the Burial | Absu Lock Up Aura Noir Dunderbeist Between the Buried and Me Sylosis Hacktivist |

| Domingo, 30 de junho                                                            |                                                           |                                                                       |                                                                     |
| Main Stage                                                                      | Marquee I                                                 | Marquee II                                                            | Metal Dome                                                          |
| Iron Maiden In Flames Stone Sour Parkway Drive Hellyeah Pretty Maids Voodoo Six | King Diamond Epica Ghost God Seed Moonspell Winterfylleth | Testament Newsted Unearth The Ghost Inside Deez Nuts Every Time I Die | The Sword Karma to Burn Red Fang Bullet Heaven's Basement King Hiss |

### Graspop Metal Meeting 2014
Megadeth teve que cancelar seu show. Eles costumavam ser os headliners no Palco Principal 2 no domingo.
| Quinta-feira, 26 de junho                     |                                                           |
| Jupiler Stage                                 | Metal Dome                                                |
| Diablo Blvd Evil Invaders Ostrogoth Dyscordia | Knives to a Gunfight Temptations for the Weak Atmospheres |

| Sexta-feira, 27 de junho                                             |                                                                |                                                                         | |                                                     |
| Main Stage 01                                                        | Main Stage 02                                                  | Marquee                                                                 | Metal Dome | Jupiler Stage                                       |
| Avenged Sevenfold Slayer Steel Panther Ghost Seether Jeff Scott Soto | Sabaton Behemoth Sepultura Doro Annihilator Lynch Mob Alestorm | Opeth Watain Triptykon Candlemass Napalm Death Solstafir Novembers Doom | Graveyard Unida Orange Goblin Walking Papers Of Mice & Men Miss May I Suicidal Angels The Treatment High Voltage | Emmure Buckcherry Blessthefall Huntress Battlecross |

| Sábado, 28 de junho                                                    |                                                  |                                                                                        | |                                                             |
| Main Stage 01                                                          | Main Stage 02                                    | Marquee                                                                                | Metal Dome | Jupiler Stage                                               |
| Volbeat Alter Bridge Mastodon Gamma Ray Skillet Prime Circle Civil War | Limp Bizkit Trivium WASP Gojira Powerwolf Dagoba | Carcass Neurosis Satyricon Eluveitie Legion of the Damned Nile Necrophobic In Solitude | Dark Tranquility The Dillinger Escape Plan Cult of Luna Amplifier Enslaved Amenra Nails Carach Angren Stahlzeit | Kylesa Pro Pain Walls of Jericho Protest the Hero Skyharbor |

| Domingo, 29 de junho                                                                          | |                                                                                            | |                                                                   |
| Main Stage 01                                                                                 | Main Stage 02 | Marquee                                                                                    | Metal Dome                                                                                              | Jupiler Stage                                                     |
| Black Sabbath Soundgarden Alice in Chains Anthrax Black Label Society The Black Dahlia Murder | "Diablo Radio" (covers by Diablo Blvd) Rob Zombie Hatebreed Bring Me the Horizon Suicide Silence Comeback Kid Powerman 5000 | Meshuggah Paradise Lost Death: DTA Tiamat The Church of Pungent Stench Cynic Glorior Belli | Metal Church Sebastian Bach Vandenberg's Moonkings Rhapsody of Fire Gloryhammer Scorpion Child Collibus | Architects We Came as Romans Thy Art Is Murder letlive Crossfaith |

### Graspop Metal Meeting 2015
| Quinta-feira, 18 de junho                                |                                          |                                                   |
| Marquee                                                  | Jupiler Stage                            | Metal Dome                                        |
| Present Danger Up the Irons The Art of Pantera Diolegacy | Wolves Scream Age of Torment Powerstroke | Bliksem Oceans of Sadness Your Highness Hell City |

| Sexta-feira, 19 de junho                                                                  | |                                                                                    |                                                                              |                                                                    |
| Main Stage 01                                                                             | Main Stage 02                                                                                       | Marquee                                                                            | Metal Dome                                                                   | Jupiler Stage                                                      |
| KISS Slash com Myles Kennedy & The Conspirators Cavalera Conspiracy Epica Thunder H.E.A.T | Marilyn Manson In Flames Body Count Life of Agony Asking Alexandria Butcher Babies The Dead Daisies | My Dying Bride Marduk Cannibal Corpse God Seed Sigh Aborted Der Weg Einer Freiheit | Ihsahn Samael Evergrey Sarke Ne Obliviscaris Blues Pills Avatarium King Hiss | Stray from the Path Heidevolk Set Things Right Snot In Hearts Wake |

| Sábado, 20 de junho                                                                                   |                                                                    |                                                                                |                                                                       |                                                                             |
| Main Stage 01                                                                                         | Main Stage 02                                                      | Marquee                                                                        | Metal Dome                                                            | Jupiler Stage                                                               |
| Slipknot Korn Five Finger Death Punch Godsmack A Day to Remember Hollywood Undead Lower Than Atlantis | Judas Priest Alice Cooper Sonata Arctica Exodus Danko Jones Orchid | At the Gates Arch Enemy Korpiklaani Vallenfyre Kataklysm Morgoth Orphaned Land | Alcest Primordial Lacuna Coil The Ocean Shining The Haunted Hawk Eyes | Every Time I Die We Are Harlot Code Orange Chelsea Grin Upon a Burning Body |

| Domingo, 21 de junho                                               | |                                                                                            |                                                                                     |                                                                          |
| Main Stage 01                                                      | Main Stage 02                                                                                           | Marquee                                                                                    | Metal Dome                                                                          | Jupiler Stage                                                            |
| Scorpions Motörhead Airbourne Black Stone Cherry Tremonti Pop Evil | Faith No More Within Temptation Lamb of God Papa Roach Parkway Drive Betraying the Martyrs Like a Storm | Cradle of Filth Children of Bodom Amorphis Septicflesh Sylosis Winterfylleth Den Saakaldte | DragonForce FM Equilibrium Devilment Evil Invaders Battle Beast Kobra and the Lotus | Terror Texas in July Counterparts Motionless in White The Charm The Fury |

### Graspop Metal Meeting 2016
| Quinta-feira, 16 de junho         |                                                                            |                                         |
| Marquee                           | Jupiler Stage                                                              | Metal Dome                              |
| Dirkschneider Primal Fear Trivium | Eurostars Wrestling Spoil Engine Killer Fleddy Melculy Reject the Sickness | Your Highness Bark Knives to a Gunfight |

| Sexta-feira, 17 de junho                                                    |                                                                                  |                                                                                       |                                                                          |                                                        |
| Main Stage 01                                                               | Main Stage 02                                                                    | Marquee                                                                               | Metal Dome                                                               | Jupiler Stage                                          |
| Black Sabbath Megadeth Foreigner Bad Religion The Winery Dogs Monster Truck | King Diamond Amon Amarth Disturbed Heaven Shall Burn Sixx:A.M. Soilwork Firewind | Apocalyptica Dark Funeral Moonspell Arcturus Fleshgod Apocalypse Carach Angren Myrkur | Zakk Wylde Amaranthe Loudness Virgin Steele Grand Magus Raven Bloodbound | August Burns Red Atreyu Norma Jean Turnstile Monuments |

| Sábado, 18 de junho                                                        |                                                                              |                                                                                          |                                                         |                                                  |
| Main Stage 01                                                              | Main Stage 02                                                                | Marquee                                                                                  | Metal Dome                                              | Jupiler Stage                                    |
| Volbeat Slayer Bullet for My Valentine Testament Skillet Halestorm Bliksem | Nightwish Ghost Dropkick Murphys Killswitch Engage Pennywise Municipal Waste | Abbath Gojira Satyricon Obituary Paradise Lost Shining God Dethroned Secrets of the Moon | Rival Sons Tesseract Kadavar Slaves Collibus The Shrine | Anti-Flag Beartooth Skindred Burning Down Alaska |

| Domingo, 19 de junho                                       |                                                                 | |                                                                        |                                                                                  |
| Main Stage 01                                              | Main Stage 02                                                   | Marquee                                                                                                  | Metal Dome                                                             | Jupiler Stage                                                                    |
| Iron Maiden Anthrax Saxon Tremonti Shinedown The Raven Age | Twisted Sister Trivium Powerwolf Sick of It All Overkill Delain | Behemoth Sacred Reich Steak Number Eight Legion of the Damned Moonsorrow Enthroned In the Woods... Sikth | La Muerte Oomph! Obscura Crobot The Algorithm The Midnight Ghost Train | The Amity Affliction We Came as Romans Bury Tomorrow Thy Art Is Murder Wild Lies |

### Graspop Metal Meeting 2017
| Quinta-feira, 15 de junho                                   |                                            |                                             |
| Marquee                                                     | Metal Dome                                 | Jupiler Stage                               |
| Brides of Lucifer Slayensemble The Covering Pawns of Christ | Thurisaz King Hiss Wolves Scream Hexa Mera | Born from Pain Off the Cross Bear Carnation |

| Sexta-feira, 16 de junho                                                            |                                                                 |                                                                                           |                                                                                |                                                                                      |
| Main Stage 01                                                                       | Main Stage 02                                                   | Marquee                                                                                   | Metal Dome                                                                     | Jupiler Stage                                                                        |
| Rammstein Europe Dee Snider Black Star Riders Blue Öyster Cult Battle Beast Slydigs | Emperor Epica Sepultura Metal Church Comeback Kid Evil Invaders | Brides of Lucifer Tarja Amenra Sólstafir Rotting Christ Melechesh Decapitated Tribulation | The Dillinger Escape Plan Alcest Prong Psychotic Waltz King's X Sinistro MaYaN | The Devil Wears Prada Motionless in White Northlane Every Time I Die As It Is Shvpes |

- Dee Snider substituiu W.A.S.P

| Sábado, 17 de junho                                                         | |                                                                   |                                                                            |                                                                      |
| Main Stage 01                                                               | Main Stage 02 | Marquee                                                           | Metal Dome                                                                 | Jupiler Stage                                                        |
| Deep Purple Alter Bridge Gojira Danko Jones Rhapsody of Fire Axel Rudi Pell | In Flames Five Finger Death Punch A Day to Remember Max & Iggor Cavalera: Return to Roots Architects DevilDriver Avatar | Ministry Amorphis Mayhem Devin Townsend Project Sanctuary Subrosa | Helmet Monster Magnet Clutch Red Fang Coheed and Cambria Baroness Toseland | Of Mice & Men While She Sleeps Code Orange Crown the Empire As Lions |

| Domingo, 18 de junho                                                     |                                                                   |                                                                                                   |                                                                                     |                                                                                 |
| Main Stage 01                                                            | Main Stage 02                                                     | Marquee                                                                                           | Metal Dome                                                                          | Jupiler Stage                                                                   |
| Scorpions Evanescence Steel Panther Airbourne Ugly Kid Joe The Raven Age | Sabaton Rob Zombie Mastodon Hatebreed Alestorm The Charm The Fury | Primus Opeth Anathema Graveyard Kvelertak The Black Dahlia Murder Memoriam The Monolith Deathcult | Queensrÿche Gotthard The Dead Daisies Hardline Grave Digger Like a Storm Inglorious | Sum 41 Suicidal Tendencies Suicide Silence Chelsea Grin Touché Amoré Hacktivist |

### Graspop Metal Meeting 2018
Em 2018 o festival teve 4 dias inteiros e os ingressos esgotaram pela primeira vez em sua existência.
| Quinta-feira, 21 de junho                                      |                             |         |                                                               |                                                                    |
| Main Stage 01                                                  | Main Stage 02               | Marquee | Metal Dome                                                    | Jupiler Stage                                                      |
| Guns N' Roses Jonathan Davis Black Stone Cherry The Pink Slips | Ghost Iced Earth Doro Pesch | -       | Kataklysm Dool Heilung Toxic Shock Moments Signs of Algorithm | Madball Fleddy Melculy Bury Tomorrow Cancer Bats Follow the Cipher |

| Sexta-feira, 22 de junho                                                              |                                                                                          |                                                                                | |                                                       |
| Main Stage 01                                                                         | Main Stage 02                                                                            | Marquee                                                                        | Metal Dome | Jupiler Stage                                         |
| Iron Maiden Killswitch Engage Powerwolf Shinedown Avatar Tyler Bryant & The Shakedown | Parkway Drive Avenged Sevenfold Hollywood Undead Tremonti Stick to Your Guns Diablo Blvd | Ayreon Watain Vader Septicflesh Carach Angren Arkona Akercocke Galactic Empire | Neurosis Wolves in the Throne Room The Darkness Pist.On In This Moment Zeal & Ardor The Raven Age Savage Messiah | Less Than Jake Anti-Flag L7 Silverstein Culture Abuse |

| Sábado, 23 de junho                                           |                                                                                      |                                                                       |                                                                                               |                                                                    |
| Main Stage 01                                                 | Main Stage 02                                                                        | Marquee                                                               | Metal Dome                                                                                    | Jupiler Stage                                                      |
| Volbeat Rise Against Arch Enemy Skillet Vixen Backyard Babies | Marilyn Manson Megadeth Kreator Accept Asking Alexandria Seether Stray from the Path | Bloodbath At the Gates Marduk Exodus Amaranthe Asphyx Batushka Bölzer | Baroness Sons of Apollo Kadavar Planet of Zeus The Vintage Caravan Thundermother Stone Broken | Underoath Miss May I Crossfaith Boston Manor Our Hollow, Our Home* |

| Domingo, 24 de junho                                                                        |                                                                                                |                                                                                                 | |                                                                                          |
| Main Stage 01                                                                               | Main Stage 02                                                                                  | Marquee                                                                                         | Metal Dome                                                                                           | Jupiler Stage                                                                            |
| Ozzy Osbourne Hollywood Vampires Limp Bizkit Billy Talent Eisbrecher Vandenberg's Moonkings | A Perfect Circle Judas Priest Bullet for My Valentine Body Count feat. Ice-T Powerflo Pro-Pain | Meshuggah Dead Cross Corrosion of Conformity Lacuna Coil Carnivore A.D. Shining (SE) Týr Mantar | The Bloody Beetroots Perturbator Skindred Tesseract The Contortionist Eskimo Callboy Ego Kill Talent | Thy Art Is Murder Emmure Blessthefall Knocked Loose Modern Life Is War Employed to Serve |

(*) Substituiu P.O.D.

### Graspop Metal Meeting 2019
| Quinta-feira, 20 de junho                                  |                                                |                                                  |
| Marquee                                                    | Metal Dome                                     | Jupiler Stage                                    |
| Philip Anselmo & The Illegals Sonata Arctica Aborted Raven | Off the Cross Concealed Reality Hemelbestormer | The Amity Affliction Beartooth Nasty Black Peaks |

| Sexta-feira, 21 de junho                                                         |                                                            | |                                                                         |                                                                              |
| Main Stage 01                                                                    | Main Stage 02                                              | Marquee | Metal Dome                                                              | Jupiler Stage                                                                |
| Within Temptation Lynyrd Skynyrd Architects Glenn Hughes Eisbrecher Like a Storm | Slayer Amon Amarth Anthrax Testament Hatebreed Death Angel | Stone Temple Pilots Eagles of Death Metal Children of Bodom Cult of Luna Candlemass Crowbar Whitechapel Wiegedood | Mysticum Starset Carpenter Brut Deathstars Combichrist Candlebox The Hu | Discharge Fever 333 Municipal Waste Bleed from Within To the Rats and Wolves |

| Sábado, 22 de junho                                                                                  |                                                               | | |                                                                      |
| Main Stage 01                                                                                        | Main Stage 02                                                 | Marquee                                                                                               | Metal Dome                                                                                            | Jupiler Stage                                                        |
| Slipknot Disturbed Slash ft. Myles Kennedy and the Conspirators Behemoth Three Days Grace Bad Wolves | Lamb of God Godsmack Trivium Halestorm HammerFall Gloryhammer | King Diamond Ministry Clutch Legion of the Damned Borknagar Immolation Ne Obliviscaris Cellar Darling | Demons and Wizards Krokus UFO Phil Campbell and the Bastard Sons Grand Magus Beast in Black Lovebites | Refused No Fun at All Agnostic Front Taking Back Sunday State Champs |

| Domingo, 23 de junho                                  |                                                |                                                                                                | |                                                                  |
| Main Stage 01                                         | Main Stage 02                                  | Marquee                                                                                        | Metal Dome                                                                                         | Jupiler Stage                                                    |
| KISS Def Leppard Whitesnake Gojira Deadland Ritual FM | Sabaton Rob Zombie In Flames Delain Inglorious | Carcass Cradle of Filth Eluveitie Possessed Insomnium Fleshgod Apocalypse Equilibrium Skálmöld | Hawkwind Kvelertak Uncle Acid and the Deadbeats Living Colour Nashville Pussy Orange Goblin Crisix | Sick of It All While She Sleeps Terror Born from Pain Power Trip |

### Graspop Metal Meeting 2020 (cancelamento)
Em 2020 o festival planejava organizar a 25ª edição. Portanto, eles o teriam celebrado como um festival completo de 4 dias. As bandas destinadas a se apresentar incluíam Iron Maiden, Judas Priest, Aerosmith, Mercyful Fate, Disturbed, Faith No More, Killing Joke, The Offspring, Korn, Airbourne e outras. Em 15 de abril de 2020, o festival anunciou em sua página do Facebook que a edição de 2020 seria cancelada devido à pandemia de COVID-19 em curso. O festival foi remarcado para 2021 e, novamente, remarcado para 2022 por causa da pandemia em curso em 2021.

### Graspop Metal Meeting 2022
| Quinta-feira, 16 de junho |             |               |            |                     |
| South Stage               | North Stage | Marquee       | Metal Dome | Jupiler Stage       |
| Iron Maiden               | Volbeat     | Mercyful Fate | Baroness   | Suicidal Tendencies |

| Sexta-feira, 17 de junho |                   |         |             |                    |
| South Stage              | North Stage       | Marquee | Metal Dome  | Jupiler Stage      |
| Scorpions                | Within Temptation | Heilung | Perturbator | Stick to your guns |

| Sábado, 18 de junho |             |         |                           |               |
| South Stage         | North Stage | Marquee | Metal Dome                | Jupiler Stage |
| Judas Priest        | Korn        | Opeth   | Myles Kennedy And Company | Lagwagon      |

| Domingo, 19 de junho |             |              |            |               |
| South Stage          | North Stage | Marquee      | Metal Dome | Jupiler Stage |
| Sabaton              | Deftones    | Dimmu Borgir | Fu Manchu  | Dog Eat Dog   |